# Cena Izvestijí 1980
Čtrnáctý ročník Ceny Izvestijí se konal od 16. do 21. 12. 1980 v Moskvě. Zúčastnila se čtyři reprezentační mužstva, která se utkala jednokolovým systémem každý s každým. Turnaj pokračoval zápasy o umístění, které se započítávaly do tabulky a rozhodovaly o umístění zvlášť mezi prvním a druhým a mezi třetím a čtvrtým z původního pořadí v tabulce.

## Výsledky a tabulka
|    |         | SSSR          | ČSSR           | FIN    | SWE     | V | R | P | Skóre | B |
| 1. | SSSR    | Sovětský svaz | 4:5            | 10:0   | 2:0     | 3 | 0 | 1 | 22:7  | 6 |
| 2. | ČSSR    | 2:6*          | Československo | 1:5    | 3:0     | 2 | 0 | 2 | 11:15 | 4 |
| 3. | Finsko  | 0:10          | 5:1            | Finsko | 6:3     | 3 | 0 | 1 | 19:16 | 6 |
| 4. | Švédsko | 0:2           | 0:3            | 2:8*   | Švédsko | 0 | 0 | 4 | 5:19  | 0 |

- Zápasy o umístění se započítávaly do tabulky.

 Československo -  Švédsko 3:0 (0:0, 1:0, 2:0)
16. prosince 1980 – Moskva

Branky a nahrávky Československa: 34:20 Lubomír Pěnička (Jindřich Kokrment), 49:21 Vladimír Kýhos (Ivan Hlinka, František Joun), 49:39 Lubomír Pěnička.

Rozhodčí: Antti Koskinen (FIN) - Igor Prusov (URS), Anatolij Jegorov (URS)

Vyloučení: 3:3 (využití 0:0)
ČSSR: Karel Lang - Jan Neliba, Miloslav Hořava, František Joun, Petr Míšek, Milan Chalupa, Miroslav Dvořák, Arnold Kadlec, Stanislav Hajdušek - Vladimír Martinec, Milan Nový, Dárius Rusnák - Vladimír Kýhos, Ivan Hlinka, Jaroslav Pouzar - Jiří Lála, Jindřich Kokrment, Lubomír Pěnička - Miroslav Fryčer, Ladislav Svozil, Jaroslav Vlk.
Švédsko: Göran Högosta - Tomas Jonsson, Ulf Weinstock, Göran Lindblom, Peter Helander, Tommy Samuelsson, Göran Nilsson, Mats Waltin, Jan Eriksson - Thomas Steen, Leif Holmgren, Mats Näslund - Dan Söderström, Rolf Älvero, Tore Öqvist - Per Lundqvist, Lars Molin, Bo Berglund - Roland Stoltz, Roger Lindström, Lennart Norberg.
 SSSR -  Finsko 10:0 (3:0, 1:0, 6:0)
16. prosince 1980 – Moskva

Branky SSSR: 3. Viktor Šalimov, 10. Nikolaj Drozděckij, 17. Zinetula Biljaletdinov, 33. Vladimir Golikov, 5:0 48. Alexandr Malcev, 6:0 48. Sergej Šepelev, 50. Sergej Makarov, 52. Viktor Šalimov, 53. Sergej Makarov, 59. Vladimir Golikov,

Rozhodčí: Milan Jirka (TCH) – Jurij Smirnov (URS), Anatolij Barinov (URS)

Vyloučení: 3:4 (využití 2:0)
SSSR: Vladislav Treťjak - Alexej Kasatonov, Vjačeslav Fetisov, Sergej Babinov, Sergej Starikov, Zinetula Biljaletdinov, Vasilij Pěrvuchin,
Vladimir Kučerenko, Nikolaj Makarov - Sergej Makarov, Viktor Žluktov, Nikolaj Drozděckij - Vladimir Krutov, Vladimir Golikov, Andrej Chomutov - Alexandr Malcev, Anatolij Antipov, Helmuts Balderis - Viktor Šalimov, Sergej Šepelev, Sergej Světlov.
Finsko: Ari Hellgren - Seppo Suoraniemi, Hannu Helander, Raimo Hirvonen, Pertti Lehtonen, Timo Nummelin, Tapio Levo, Reijo Ruotsalainen, Juha Huikari - Jukka Porvari, Pertti Koivulahti, Timo Susi - Ilkka Sinisalo, Kari Jalonen, Pekka Arbelius - Juhani Tamminen, Hannu Koskinen, Reijo Leppänen. 
 Československo -  SSSR 5:4 (1:1, 3:1, 1:2)
18. prosince 1980 – Moskva

Branky a nahrávky Československa: 7:14 Milan Nový, 20:59 Vladimír Martinec, 21:26 Jindřich Kokrment, 26:26 Ladislav Svozil, 59:40 Ivan Hlinka.

Branky a nahrávky SSSR: 17:21 Vladimir Krutov (Vladimir Golikov), 30:12 Vasilij Pěrvuchin (Alexandr Malcev), 45:13 Alexej Kasatonov (Viktor Žluktov), 49:24 Viktor Šalimov.

Rozhodčí: Dag Olsson (SWE) - Alexander Fedosejev (URS), Michail Galinovskij (URS)

Vyloučení: 2:4 (využití 2:1)
ČSSR: Karel Lang - František Joun, Petr Míšek, Jan Neliba, Miloslav Hořava, Milan Chalupa, Miroslav Dvořák, Arnold Kadlec, Stanislav Hajdušek - Vladimír Kýhos, Ivan Hlinka, Jaroslav Pouzar - Vladimír Martinec, Milan Nový, Dárius Rusnák -  Jiří Lála, Jindřich Kokrment, Lubomír Pěnička - Miroslav Fryčer, Ladislav Svozil, Jaroslav Vlk.
SSSR: Vladimir Myškin - Alexej Kasatonov, Vjačeslav Fetisov, Sergej Babinov, Sergej Starikov, Zinetula Biljaletdinov, Vasilij Pěrvuchin,
Vladimir Kučerenko, Nikolaj Makarov - Sergej Makarov, Viktor Žluktov, Nikolaj Drozděckij - Vladimir Krutov, Vladimir Golikov, Andrej Chomutov - Alexandr Malcev, Anatolij Antipov, Helmuts Balderis - Viktor Šalimov, Sergej Šepelev, Sergej Světlov.
 Finsko -  Švédsko 6:3 (0:0, 2:1, 4:2)
18. prosince 1980 – Moskva

Branky Finska: 23. Markku Kiimalainen, 32. Reijo Ruotsalainen, 3:1 45. Ilkka Sinisalo, 4:1 45. Juhani Tamminen, 47. Pertti Lehtonen, 48. Seppo Suoraniemi. 

Branky Švédska: 21. Göran Nilsson, 58. Roland Stoltz, 59. Ulf Weinstock.

Rozhodčí: Milan Jirka (TCH) – Jurij Smirnov (URS), Anatolij Barinov (URS)

Vyloučení: 9:7 (využití 1:0)
Finsko: Hannu Kamppuri - Seppo Suoraniemi, Hannu Helander, Raimo Hirvonen, Pertti Lehtonen, Timo Nummelin, Tapio Levo, Reijo Ruotsalainen, Juha Huikari - Jukka Porvari, Pertti Koivulahti, Timo Susi - Ilkka Sinisalo, Kari Jalonen, Pekka Arbelius - Hannu Koskinen, Reijo Leppänen, Juhani Tamminen - Jorma Sevon, Mikko Leinonen, Markku Kiimalainen.
Švédsko: Göran Högosta - Mats Waltin, Jan Eriksson, Tomas Jonsson, Ulf Weinstock, Göran Lindblom, Göran Nilsson - Dan Söderström, Rolf Älvero, Tore Öqvist - 
Roland Stoltz, Roger Lindström, Mats Näslund - Per Lundqvist, Lars Molin, Bo Berglund - Thomas Steen, Leif Holmgren.         
 Československo -  Finsko 1:5 (1:0, 0:0, 0:5)
20. prosince 1980 – Moskva

Branky a nahrávky Československa: 16:08 Milan Chalupa.

Branky a nahrávky Finska: 44:03 Kari Jalonen (Pertti Lehtonen), 52:35 Markku Kiimalainen (Mikko Leinonen), 53:53 Pertti Koivulahti, 55:29 Markku Kiimalainen (Jorma Sevon), 58:33 Jorma Sevon (Juha Huikari).

Rozhodčí: Viktor Dombrovskij (URS) - Alexander Fedosejev (URS), Michail Galinovskij (URS)

Vyloučení: 5:4 (využití 1:0)
ČSSR: Jaromír Šindel - Jan Neliba, Miloslav Hořava, František Joun, Petr Míšek, Milan Chalupa, Miroslav Dvořák, Arnold Kadlec, Stanislav Hajdušek - Vladimír Martinec, Milan Nový, Dárius Rusnák - Vladimír Kýhos, Ivan Hlinka, Jaroslav Pouzar -  Jiří Lála, Jindřich Kokrment, Lubomír Pěnička - Miroslav Fryčer, Ladislav Svozil, Jaroslav Vlk.
Finsko: Hannu Kamppuri - Reijo Ruotsalainen, Juha Huikari, Raimo Hirvonen, Pertti Lehtonen, Timo Nummelin, Tapio Levo, Seppo Suoraniemi, Hannu Helander - Jorma Sevon, Mikko Leinonen, Markku Kiimalainen - Ilkka Sinisalo, Kari Jalonen, Pekka Arbelius - Juhani Tamminen, Hannu Koskinen, Reijo Leppänen - Jukka Porvari, Pertti Koivulahti, Timo Susi.
 SSSR -  Švédsko 2:0 (0:0, 1:0, 1:0)
20. prosince 1980 – Moskva

Branky SSSR: 31. Viktor Šalimov, 55. Vasilij Pěrvuchin.

Rozhodčí: Antti Koskinen (FIN) - Igor Prusov (URS), Anatolij Jegorov (URS)

Vyloučení: 2:3 (využití 1:0)
SSSR: Vladislav Treťjak - Alexej Kasatonov, Vjačeslav Fetisov, Zinetula Biljaletdinov, Vasilij Pěrvuchin, Vladimir Kučerenko, Nikolaj Makarov - 
Sergej Makarov, Viktor Žluktov, Nikolaj Drozděckij (41. Helmuts Balderis) - Vladimir Krutov, Vladimir Golikov, Andrej Chomutov - Sergej Šepelev, Viktor Šalimov, Helmuts Balderis (41. Sergej Světlov) -
Švédsko: Peter Lindmark - Tomas Jonsson, Ulf Weinstock, Mats Waltin, Jan Eriksson, Tommy Samuelsson, Göran Nilsson, Peter Helander, Göran Lindblom -
Thomas Steen, Leif Holmgren, Mats Näslund - Dan Söderström, Rolf Älvero, Tore Öqvist - Per Lundqvist, Lars Molin, Bo Berglund - Roland Stoltz, Roger Lindström, Roger Lindström.   

### Finále
SSSR –  Československo 6:2 (1:0, 2:0, 3:2)
21. prosince 1980 – Moskva

Branky a nahrávky SSSR: 17:26 Vjačeslav Fetisov (Alexej Kasatonov), 20:56 Viktor Žluktov (Sergej Makarov), 21:38 Alexandr Malcev (Anatolij Antipov, Helmuts Balderis), 42:43 Viktor Šalimov (Sergej Světlov, Vladimir Kučerenko), 53:51 Viktor Žluktov (Alexandr Malcev, Helmuts Balderis), 55:44 Sergej Šepelev.

Branky a nahrávky Československa: 57:37 Dárius Rusnák, 59:20 Vladimír Martinec.

Rozhodčí: Dag Olsson (SWE) - Igor Prusov (URS), Anatolij Jegorov (URS)

Vyloučení: 7:6 (využití 2:0)
SSSR: Vladislav Treťjak - Alexej Kasatonov, Vjačeslav Fetisov, Vasilij Pěrvuchin, Sergej Babinov, Sergej Starikov, Vladimir Kučerenko, Nikolaj Makarov - Sergej Makarov, Viktor Žluktov, Vladimir Krutov - Alexandr Malcev, Anatolij Antipov, Helmuts Balderis - Viktor Šalimov, Sergej Šepelev, Sergej Světlov - Vladimir Golikov, Andrej Chomutov.
ČSSR: Karel Lang - Jan Neliba, Miloslav Hořava, František Joun, Petr Míšek, Milan Chalupa, Miroslav Dvořák, Arnold Kadlec, Stanislav Hajdušek - Vladimír Martinec, Milan Nový, Dárius Rusnák - Vladimír Kýhos, Ivan Hlinka, Jaroslav Pouzar - Jiří Lála, Jindřich Kokrment, Lubomír Pěnička - Miroslav Fryčer, Ladislav Svozil, Jaroslav Vlk.

### O 3. misto
Finsko –  Švédsko 8:2 (3:0, 1:1, 4:1)
21. prosince 1980 – Moskva

Branky Finska: 9. Juhani Tamminen, 14. Jorma Sevon, 15. Ilkka Sinisalo, 22. Reijo Leppänen, 43. Pekka Arbelius, 44. Reijo Ruotsalainen, 46. Hannu Helander, 58. Jorma Sevon. 

Branky Švédska: 30. Lundqvist, 59. Stoltz.

Rozhodčí: Viktor Dombrovskij – Jurij Smirnov (URS), Anatolij Barinov (URS)

Vyloučení: 9:7 (využití 1:0, v oslabení 1:0)
Finsko: Hannu Kamppuri - Reijo Ruotsalainen, Juha Huikari, Timo Nummelin, Tapio Levo, Seppo Suoraniemi, Hannu Helander, Raimo Hirvonen, Pertti Lehtonen -
Jorma Sevon, Mikko Leinonen, Markku Kiimalainen - Juhani Tamminen, Hannu Koskinen, Reijo Leppänen - Ilkka Sinisalo, Kari Jalonen, Pekka Arbelius - Pertti Koivulahti, Timo Susi.
Švédsko: Göran Högosta - Peter Helander, Göran Lindblom, Tommy Samuelsson, Göran Nilsson, Mats Waltin, Jan Eriksson, Tomas Jonsson, Ulf Weinstock -
Roger Lindström, Lennart Norberg, Roland Stoltz - Per Lundqvist, Lars Molin, Bo Berglund - Dan Söderström, Rolf Älvero, Tore Öqvist - Thomas Steen, Leif Holmgren, Mats Näslund.

## Statistiky

### Nejlepší hráči
| Brankář | Vladislav Treťjak  |
| Obránce | Reijo Ruotsalainen |
| Útočník | Jindřich Kokrment  |

### Kanadské bodování
| Poř. | Kanadské bodování  | Branky | Přihrávky | Body |
| ---- | ------------------ | ------ | --------- | ---- |
| 1.   | Viktor Šalimov     | 5      | 1         | 6    |
| 2.   | Viktor Žluktov     | 2      | 4         | 6    |
| 3.   | Markku Kiimalainen | 3      | 2         | 5    |
| 3.   | Jorma Sevon        | 3      | 2         | 5    |
| 5.   | Alexandr Malcev    | 2      | 3         | 5    |